# Racing Micomeseng
Maillots
Le Racing Micomeseng est un club équatoguinéen de football basé à Bata.
Fondé en 2014, il est autorisé à prendre part à la saison de Primera Division la même année. Ses débuts sont spectaculaires puisque l'année suivante, il décroche le titre de champion, devant le CD Elá Nguema, vainqueur de trois des quatre derniers championnats. 
Ce succès lui ouvre les portes de la Ligue des champions de la CAF 2016. Le baptême continental est difficile avec une élimination dès le tour préliminaire, face aux Angolais du Recreativo Libolo, qui s'imposent aussi bien à Bata qu'en Angola. 

## Palmarès
- Championnat de Guinée équatoriale
  - Champion : 2015
- Coupe de Guinée équatoriale
  - Vainqueur : 2016
- Supercoupe de Guinée équatoriale
  - Finaliste : 2015 et 2016

## Joueurs notables
- Achille Pensy
- Samuel Itondo
- Jean-Maxime Ndongo